# Emissários da Cegonha
O Grêmio Recreativo Escola de Samba Emissários da Cegonha é uma escola de samba do carnaval do Amapá. Sua sede fica na cidade de Macapá.
Foi quarta colocada do grupo de acesso em 2010 sendo promovida para o grupo de acesso em 2011, porém não desfilou devido ao cancelamento dos desfiles em Macapá, naquele ano.

## Segmentos

### Presidentes
| Período        | Presidente           | Ref.  |
| -------------- | -------------------- | ----- |
| ?-?            | (antecessor)         |       |
| ? - atualidade | Marcos Edson Cardoso | [ 1 ] |

### Diretores
| Ano  | Diretor de Carnaval | Diretor geral de harmonia | Mestre de bateria | Ref.  |
| ---- | ------------------- | ------------------------- | ----------------- | ----- |
| 2014 | Lukas Irokô         | Eliana Maura              | David Souza       | [ 1 ] |
| 2015 |                     |                           |                   |       |

### Coreógrafo
| Ano  | Nome | Ref. |
| ---- | ---- | ---- |
| 2014 |      |      |
| 2015 |      |      |

### Casal de Mestre-sala e Porta-bandeira
| Ano  | Nome             | Ref.  |
| ---- | ---------------- | ----- |
| 2014 | Hemerson e Maria | [ 1 ] |
| 2015 |                  |       |

### Rainhas de bateria
| Período | Nome           | Ref.  |
| 2014    | Amanda Picanço | [ 3 ] |
| 2015    |                |       |

## Carnavais
| Ano                        | Colocação | Grupo    | Enredo | Carnavalesco   | Intérprete  | Ref.  |
| -------------------------- | --------- | -------- | --- | -------------- | ----------- | ----- |
| 1976                       | Campeã    | Acesso   | |                |             |       |
| 1991                       | Campeã    | Acesso   | |                |             |       |
| 1994                       | Campeã    | Acesso   | |                |             |       |
| 1996                       | Campeã    | Acesso   | |                |             |       |
| 1998                       | Campeã    | Acesso   | Se essa Lua fosse minha                                                                                       |                |             |       |
| 2000                       | Campeã    | Acesso   | Emissários da Cegonha sua saga, sua história                                                                  |                |             |       |
| 2002                       | 10° lugar | Especial | Resgatando Gerações                                                                                           |                |             |       |
| 2004                       | 3° lugar  | Acesso   | Na Lente Emissariana os Encantos da Revelação dos Dezesseis Cantos                                            | Wilson Cardoso |             |       |
| Não houve desfile em 2005. |           |          | |                |             |       |
| 2006                       | 3° lugar  | Acesso   | O Branco se Faz Negro Nos Voos Entre a Cruz e a Espada                                                        | Wilson Cardoso |             |       |
| 2007                       | 3° lugar  | Acesso   | Ave Sagrada no Voo da Sedução, Saraminda: Saga do Ouro, Sangue e Paixão                                       | Wilson Cardoso |             |       |
| 2008                       | 4° lugar  | Acesso   | Alerta Geral: O Aquecimento é Global                                                                          | Wilson Cardoso |             |       |
| 2009                       | 4° lugar  | Acesso   | Amapá, Berço do Mundo Equinocial a Caminho da Luz Mundial                                                     | Wilson Cardoso |             |       |
| 2010                       | 4º lugar  | Acesso   | Na Minha História de Vida a Cultura Aflora, a Política é Bem Vinda, mas a Politicagem, Lá Fora                | Wilson Cardoso |             |       |
| Não desfilou em 2011.      |           |          | |                |             |       |
| 2012                       | 3º lugar  | Acesso   | Com garra e determinação ele se fez respeitar, das mãos de um sapateiro molda-se a justiça no Estado do Amapá | Wilson Cardoso |             | [ 4 ] |
| 2013                       | 4º lugar  | Acesso   | Criar é Dar Forma ao Próprio Destino                                                                          | Wilson Cardoso |             | [ 5 ] |
| 2014                       | 4º lugar  | Acesso   | Tem Sonhos e Mistérios Nos Mistérios e Sonhos?                                                                | Wilson Cardoso | Oséas Nação | [ 1 ] |
| 2015                       |           | Acesso   | |                |             |       |
| 2016                       |           | Acesso   | |                |             |       |